# Simon Canuel
Simon Canuel   (Les Trois-Moutiers, 29 d'octubre de 1767 - Loudun, 11 de maig de 1840) fou un general de la Revolució i de l'Imperi.

## Biografia

### La revolució
Va entrar en servei el 3 de gener de 1787, com a soldat al regiment limusí, i va guanyar tots els seus graus militars en la Revolta de La Vendée. Així, des d'esser d'un simple oficial, fins al 71è regiment d'infanteria que és, es converteix al seu torn, gràcies a la protecció de Rossignol i Kléber, ajudant general, general de brigada i general de divisió. Destacat a Doué i Savenay. Verger-Dubareau i ell comanden una divisió, reforçada pels granaders de Louis Blosse, col·locats al flanc esquerre de la batalla de Savenay. Va destacar llavors amb una gran exaltació revolucionària.
L'abril de 1796, general en cap, Simon Canuel va dirigir la pacificació d'un moviment contrarevolucionari a Sancerrois, dirigit per Phélippeaux. Durant la recuperació de la ciutat de Sancerre, comanda la columna dreta, procedent de Bourges per Azy. La seva columna està composta per un destacament de la Guàrdia Nacional de Sancerre, la gendarmeria del departament de Cher i un cos de tropes de línia.
La Junta Directiva l'envia a Lió declarada setge. A finals de 1797, Canuel, comandant el departament del Roine a la 19a divisió militar, fou destituït per col·lusió amb els reialistes i tornà als exèrcits, per després ser empleat en una divisió activa. És el mateix per al seu adjutant Perrin, certament l'ajudant general Charles Perrein o Perrin, anteriorment a l'exèrcit de Rhin-i-Moselle, acusat de malversació a Rheinfelden (Alemanya) l'any IV, es va posar en pràctica al tractament de reforma que després va utilitzar a la 19a divisió militar5.

## L'Imperi
A Napoleó no li va semblar adequat emprar Canuel als exèrcits actius, però el va convertir en un cavaller de la Legió d'Honor el 16 d'octubre de 1803. El 1804 va prendre el comandament de la 2a divisió militar a Mézières, i el 1806, la de la 25a divisió militar a Liége, després va ser retirat del quadre d'oficials generals un temps després.
Per tant, estava molt desitjós d'acollir el retorn dels Borbó. El 1814 es va declarar un càlid defensor dels Borbó, i el rei Lluís XVIII el va convertir en cavaller de Sant Lluís.
El veiem durant els Cent dies refugiant-se entre els vendeans revoltats, situant-se el 1815 a les files dels homes amb els quals va lluitar i convertint-se en cap de gabinet del marquès de La Rochejaquelein.

## Restauració
Lluís XVIII confereix a Canuel que presideixi el 20 de març de 1816 el consell de guerra encarregat de condemnar el general Travot. El seu zel monàrquic el va portar a denunciar, el perjudici a la reial majestat, les memòries en què els advocats de l'acusat es limitaven a invocar el benefici de l'amnistia per al seu client.
Al mateix temps, Lió tornà a veure Canuel com a governador de la 19a divisió militar. La seva conducta en aquesta ciutat és deplorable. Va mostrar un exagerat zel contra els seus antics camarades. El moviment insurreccional que després va esclatar a Lió i Saint-Étienne va ser excitat i conduït per agents provocadors. Canuel lliura sense pietat al jutjat prebost els que van tenir la imprudència de participar-hi, i diversos són condemnats a mort i executats.
El coronel Charles Nicolas Fabvier, ajudant de camp del mariscal Marmont, duc de Ragusa, acusat pel govern de llançar llum sobre la veritable o suposada conspiració, i el senyor Charrier de Sainneville, tinent de policia de Lió, denuncia l'opinió pública la realització de "Canuel" en aquestes circumstàncies. El general els va presentar una demanda i Canuel la va guanyar davant els tribunals, però l'opinió pública va deixar a Canuel el responsable d'aquest sistema de provocació i el seu nom segueix condemnat a la celebritat més desgraciada.

## Final de carrera
Poc temps després, Canuel va ser fins i tot arrestat, compromès en el cas de la conspiració a la vora del mar, però, després d'una ordre de acomiadament, va ser tornat al servei i inclòs nomenat inspector general de l'any. Va ser oficial de la Legió d'Honor el 10 de juliol de 1822.
El 1823 va passar al comandament d'una divisió del 3r Cos a Espanya i el 4 d'octubre de 1823 va ser elevat al grau de comandant de la Legió d'Honor. El 4 de novembre de 1823 va ser cridat al comandament de la 21a divisió militar a Bourges i nomenat gran oficial de la Legió d'Honor el 23 de maig de 1825. La Revolució de 1830 el va trobar en aquest càrrec. La seva retirada definitiva del quadre d'oficials no va trigar a arribar.
Va morir l'11 de maig de 1840.

## Publicacions
- Mémoires sur la guerre de Vendée, 1815
- Réponse au colonel Favier sur les événements de Lyon, 1818.